# Пападопулос, Антониос
Антониос Пападопулос (нем. Antonios Papadopoulos; род. 10 сентября 1999, Бад-Канштатт) — немецкий футболист, защитник клуба «Лугано».

## Клубная карьера
Пападопулос — воспитанник клубов «Вайнштадт», «Штутгартер Киккерс», «Вайблинген» и «Аален». 28 октября 2017 года в матче против дублёров «Вердера» он дебютировал в Третьей лиге Германии в составе последнего. В 2019 году Пападопулос подписал контракт с клубом «Галлешер». 25 августа в матче против «Унтерхахинга» он дебютировал за новую команду. 21 ноября в поединке против «Кайзерслаутерна» Антониос забил свой первый гол за «Галлешер». Летом 2021 года Пападопулос перешёл в дортмундскую «Боруссию». 7 августа в поединке Кубка Германии против «Веена» Антониос дебютировал за основной состав. 14 августа в матче против франкфуртского «Айнтрахта» он дебютировал в Бундеслиге.
Летом 2024 года Пападопулос перешёл в швейцарский «Лугано».